# Jorge Carone Filho
Jorge Carone Filho (Visconde do Rio Branco, 29 de junho de 1919 - Belo Horizonte, 19 de novembro de 2010) foi um político brasileiro do estado de Minas Gerais. Foi deputado estadual em Minas Gerais durante o período de 1959 a 1963 (4ª legislatura) pelo PSD.
Foi também prefeito de Belo Horizonte no período de 1963 a 1965. Tentou se candidatar a deputado federal pelo MDB, mas teve seus direitos políticos cassados. Em 1982 foi eleito deputado federal pelo PMDB. Em 1985 foi candidato a prefeito de Belo Horizonte pelo PDT, ficando em terceiro lugar.
Dentre suas contribuições como deputado estadual destaca-se a apresentação de Projeto de Lei à Assembleia Legislativa do Estado de Minas Gerais regulamentando a criação do "Estádio Minas Gerais", hoje conhecido como Mineirão. O Projeto de Lei apresentado por Carone Filho foi aprovado e sancionado pelo então Governador José Francisco Bias Fortes na forma da Lei Estadual nº. 1.947 de 12 de agosto de 1959.